# ZOO (grup de música)
ZOO fou un col·lectiu musical del País Valencià i en valencià. Nascut en 2014 a Gandia i actiu fins a mitjan 2024, el seu estil fluïx entre el rap, el hip-hop, el rock i l'ska, però també mescla ritmes electrònics amb lletres que aprofundeixen qüestions polítiques i socials d'actualitat.

## Història
El grup naixé de la mà de Panxo (Toni Sánchez), exmembre d'Orxata Sound System i de Sophy ZOO, grup de rap en castellà en actiu des de 2008. Va viure els primers anys a Oriola i després va passar la major part de la seua vida a Gandia. Tempestes venen del sud va ser el seu primer disc, que contenia «Estiu», el single que va eixir a la primavera d'aquell mateix any i va obtenir al voltant de milió i mig de reproduccions en poc de temps.
El 2014, any de la seua fundació, ZOO (abans conegut com a Sophy ZOO), va revolucionar les xarxes socials d'àmbit valencià amb la seua primera cançó i videoclip: «Estiu». El vídeo a YouTube va tenir un gran èxit de reproduccions en molt poc temps i a finals d'aquell mateix any van publicar el seu primer àlbum, Tempestes venen del sud. A partir d'aleshores van començar a participar en concerts per tot el País Valencià i Catalunya, arribant a esgotar entrades. L'any 2015 van ser els caps de cartell del festival Feslloch, el més important de la música en valencià.
Tres anys després del primer disc, el 24 de març de 2017, ZOO va publicar un nou àlbum: Raval. El nom es referia al raval de la història, la perifèria que acull els marginats socials, però que sovint ha estat el bressol d'expressions artístiques que s'acabarien popularitzant. El 2021 publicaren Llepolies, pel qual van rebre el premi Enderrock al millor disc de música urbana i el de millor artista de l'any.
Diversos senzills més després, el 7 de gener de 2024 anuncià el seu adeu després d'un decenni al capdavant del panorama musical i com un dels grups més reeixits en valencià i als Països Catalans del segle xxi, amb concerts d'alt nivell també en altres indrets del món. La notícia del comiat fou inesperada, tot i que la banda havia deixat alguns missatges encriptats a finals del 2023; especialment en el Festivern, on deixaren marques pel recinte amb el missatge «He sigut feliç». ZOO organitzà una gira de concerts a partir del març, un per cada any de trajectòria i amb una actuació final a Gandia. Tanmateix, la distribució de les actuacions, gairebé totes en macrofestivals d'arreu d'Espanya i amb fins a tres actuacions a Madrid —per una sola al País Valencià i també en un festival— fon durament criticada pels seus seguidors en les xarxes socials, que retragueren fortament a la banda la descortesia d'haver deixat en segon pla el seu origen valencià i d'arribada a la fama en festes populars.
El 14 de juliol van completar la gira de comiat amb un concert al Pirata Beach Festival de Gandia. Prèviament havien fet també sengles concerts de comiat a Catalunya i Mallorca, a part de 7 concerts més a la resta de l'Estat.

## Discografia
Tempestes venen del sud és el primer disc del grup, produït per la discogràfica Propaganda pel fet!, i que va eixir a la llum el dia 21 d'octubre de l'any 2014. Després van publicar l'EP Esbarzers i camins, que va sortir el 16 de desembre de 2016. El segon disc, Raval, va ser presentat el 24 de març de 2017. Durant l'any 2018 van publicar quatre singles més: Robot, Omertà, Cançons d'ofrena i Karrer de l'amargura (Basque remix). Tots els singles del 2018 van ser recopilats en l'EP EP2K18.

### Àlbums
| • Tempestes venen del sud (2014) |
| --- |
| 1. Intro 2. Vull 3. Estiu 4. Corbelles 5. Carrer de l'amargura 6. Imperfeccions (amb Ro d'At Versaris i Toni Mejías de Los Chikos del Maíz) 7. Aquesta vora (amb Roy Mercurio) 8. Hivern 9. Xuplasangs 10. La nostra bota 11. Faena (#RadioMacramé) [Bonus Track] |

| • Esbarzers i camins (2016)                                                  |
| ---------------------------------------------------------------------------- |
| 1. Esbarzers (amb La gossa sorda) 2. Camins (amb Obrint pas i Oques grasses) |

| • Raval (2017) |
| --- |
| 1. Raval 2. El cap per avall 3. Ventiladors 4. Impresentables 5. La mestra 6. Dilo en castellano (amb Def Con Dos i DJ Plan-B) 7. Ara estem sols 8. Rituales de Santería (amb Pablo Sánchez de La Raíz i Annie Garcés) 9. Presoners (amb Vera i Bàrbara de Mafalda) 10. Correfoc 11. Xafant Fang |

| • EP2K18 (2018) |
| --- |
| 1. Robot (amb Road Ramos) 2. Omertà 3. Cançons d'ofrena (amb Jazzwoman) 4. Karrer de l'amargura (Basque remix) (amb Fermin Muguruza i Xabi Arakama) |

| • Llepolies (2021) |
| --- |
| 1. Llepolies (amb Marala) 2. Ei 3. Avant 4. Tir al ninot (amb Jazzwoman) 5. Sereno (amb SFDK) 6. Deixa'm que caiga 7. La del futbol 8. Diània 9. Interludi 10. La dels Beatles 11. Tobogan 12. Cançó postuma |

### Senzills
| Any  | Nom                            | Notes                                           |
| ---- | ------------------------------ | ----------------------------------------------- |
| 2014 | Estiu                          |                                                 |
| 2014 | Escenes quotidianes vol.I      | La Tuerka Rap                                   |
| 2014 | Escenes quotidianes vol.II     |                                                 |
| 2015 | Escenes quotidianes vol.III    |                                                 |
| 2015 | Camins                         | amb Oques Grasses (versió eròtica d'Obrint Pas) |
| 2015 | Esbarzers                      | La Gossa Sorda Remix                            |
| 2016 | Escenes quotidianes vol.IV     |                                                 |
| 2016 | Escenes quotidianes vol.V i VI |                                                 |
| 2016 | Escenes quotidianes vol.VII    |                                                 |
| 2016 | Escenes quotidianes vol.VIII   |                                                 |
| 2017 | El cap per avall               |                                                 |
| 2017 | La mestra                      |                                                 |
| 2018 | Robot                          | amb Road Ramos                                  |
| 2018 | Omertà                         |                                                 |
| 2018 | Cançons d'ofrena               | amb JazzWoman                                   |
| 2018 | Karrer de l'amargura           | amb Fermin Muguruza i Xabi Arakama (Remix Basc) |
| 2021 | Avant                          |                                                 |
| 2021 | Llepolies                      | amb Marala                                      |
| 2022 | Grauera                        |                                                 |
| 2022 | Panya                          |                                                 |
| 2024 | Epíleg                         | Cançó de comiat                                 |

## Obra literària
El 2021 publiquen, a partir de cinc cançons seves, cinc llibres per a xiquets amb cinc diferents il·lustradors, Carles Ubeefe, Gemma Moltó, Joan Turu, Paulapé i Helga Ambak que fou la coordinadora artística de tots els treballs. El projecte, sota el nom de ZOO Il·lustrat i coordinat per Ricard Tàpera, inclou algunes cançons regravades.